# Hank Ketcham
Hank Ketcham, född 14 mars 1920 i Seattle, Washington, död 1 juni 2001 i Pebble Beach, Monterey County, Kalifornien (av prostatacancer), var en amerikansk konstnär och serietecknare, mest känd för seriefiguren Dennis (i original Dennis the Menace). Seriefiguren hade Ketchams egen son, som hette Dennis, som förebild.
Ketcham började sin tecknarkarriär hos Walter Lantz och Walt Disney i slutet av 1930-talet och början av 1940-talet. Han var med och ritade en massa Kalle Anka-filmer och deltog i arbetet med de tecknade långfilmerna Pinocchio och Fantasia.
Under andra världskriget var han fotograf för USA:s flotta - han skapade även serien Kalle Blåst (orig. Half-Hitch), som utspelas just bland flottister.[källa behövs]
Ketchams första fru Alice Louise Mahar dog i 1959 av en överdos av droger.
1959 var Dennis på väg att forcera den tjockaste delen av järnridån. I Sovjetunionen fanns då inga amerikanska serier - men Ketchman hade lyckats få en fin kontakt med skämttidningen Krokodil. Allt verkade bra tills det blev tal om pengar: ryssarna ville inte betala i dollar.[källa behövs]
Mellan 1951 och 1994 tecknade han Dennis. Idag fortsätter andra att teckna serien.
Dennis har filmatiserats vid flera tillfällen. 1959 kom en amerikansk TV-serie (otecknad) med Jay North som Dennis. 1986–88 producerades en tecknad TV-serie, som även har visats på svensk TV vid olika tillfällen. Dennis svenska röst gjordes av Linus Wahlgren.